# Okoč
Okoč (Hongaars: Ekecs) is een Slowaakse gemeente in de regio Trnava, en maakt deel uit van het district Dunajská Streda.
Okoč telt 3.827 inwoners.

## Galerij

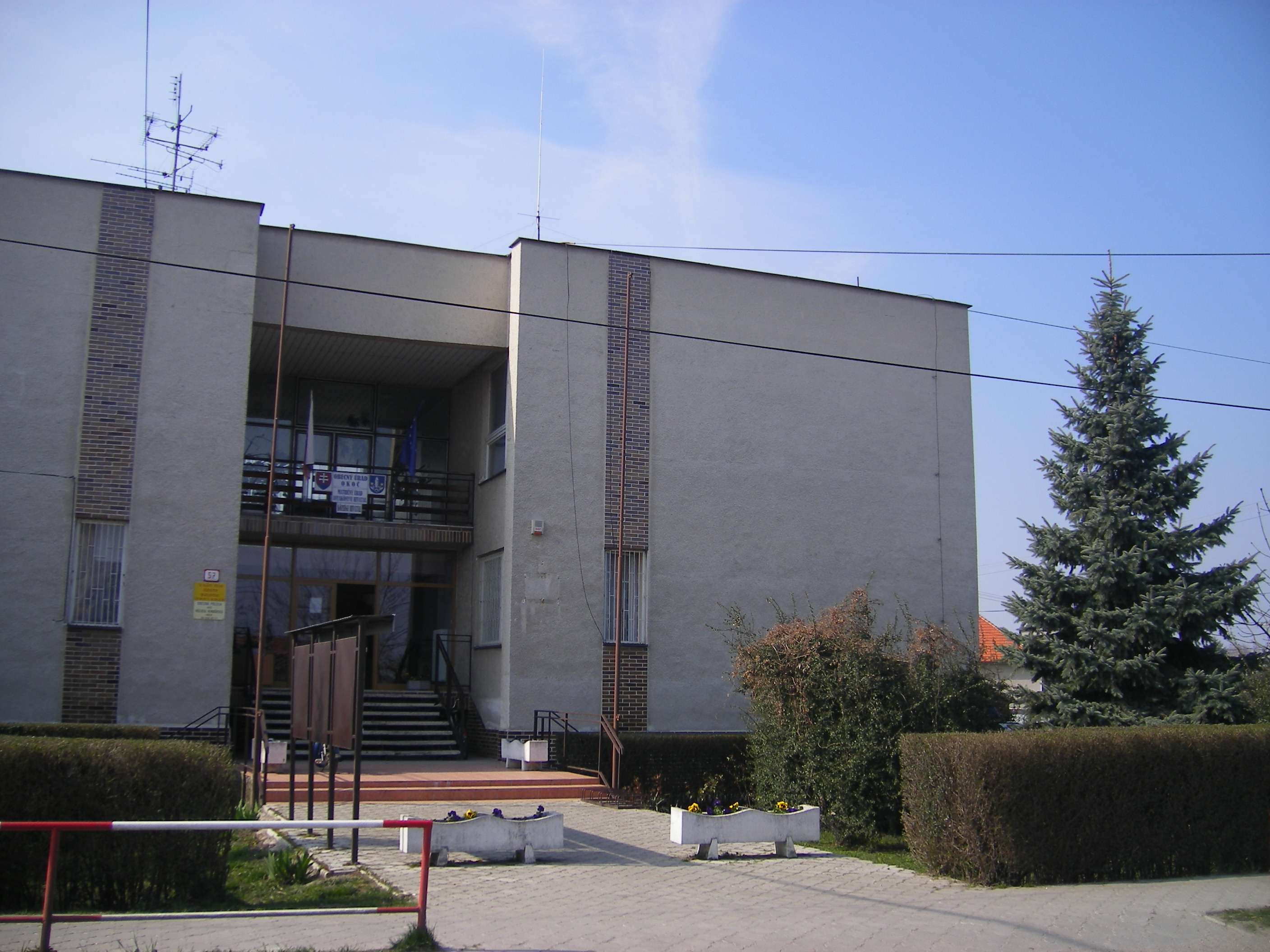
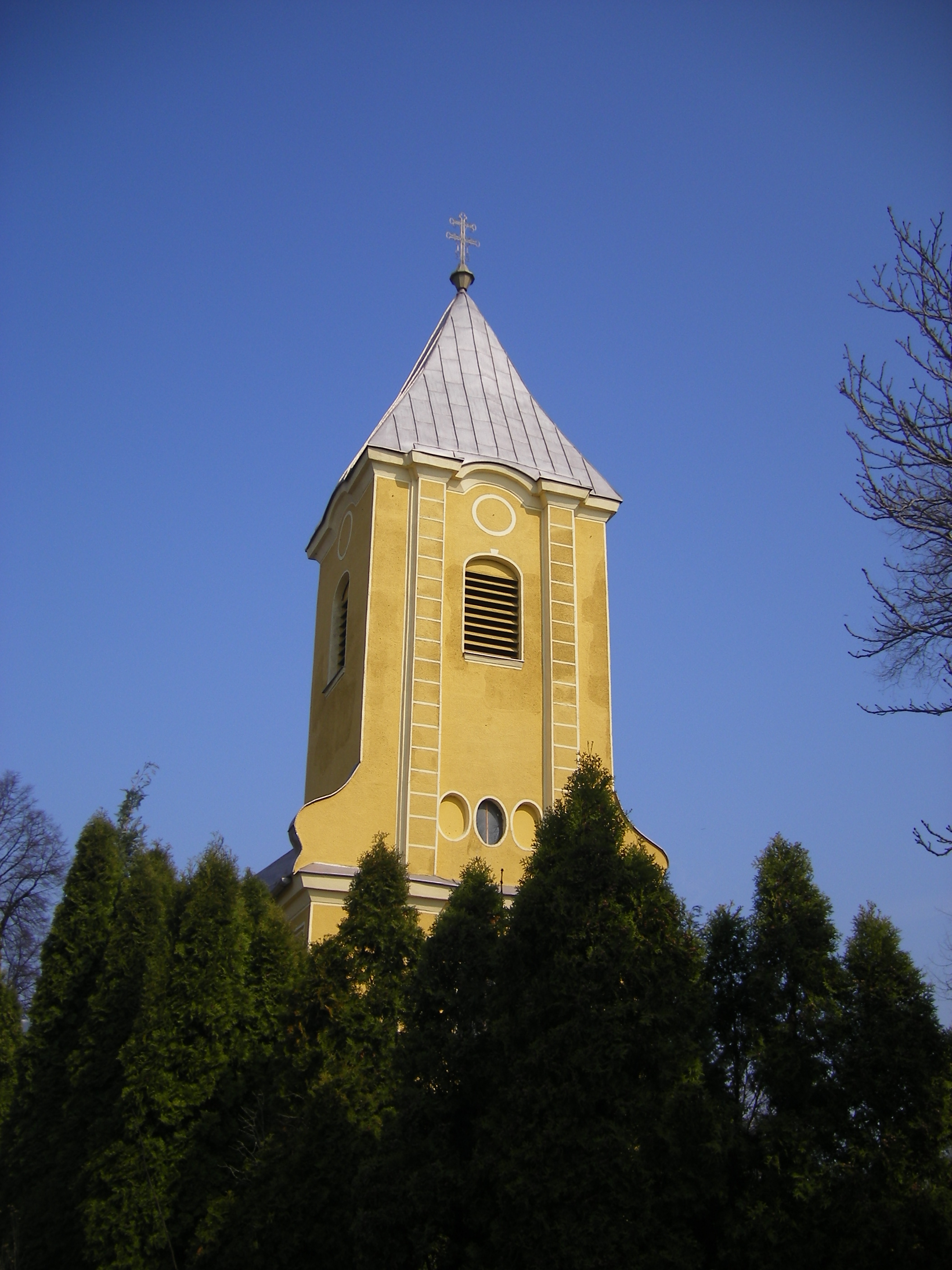
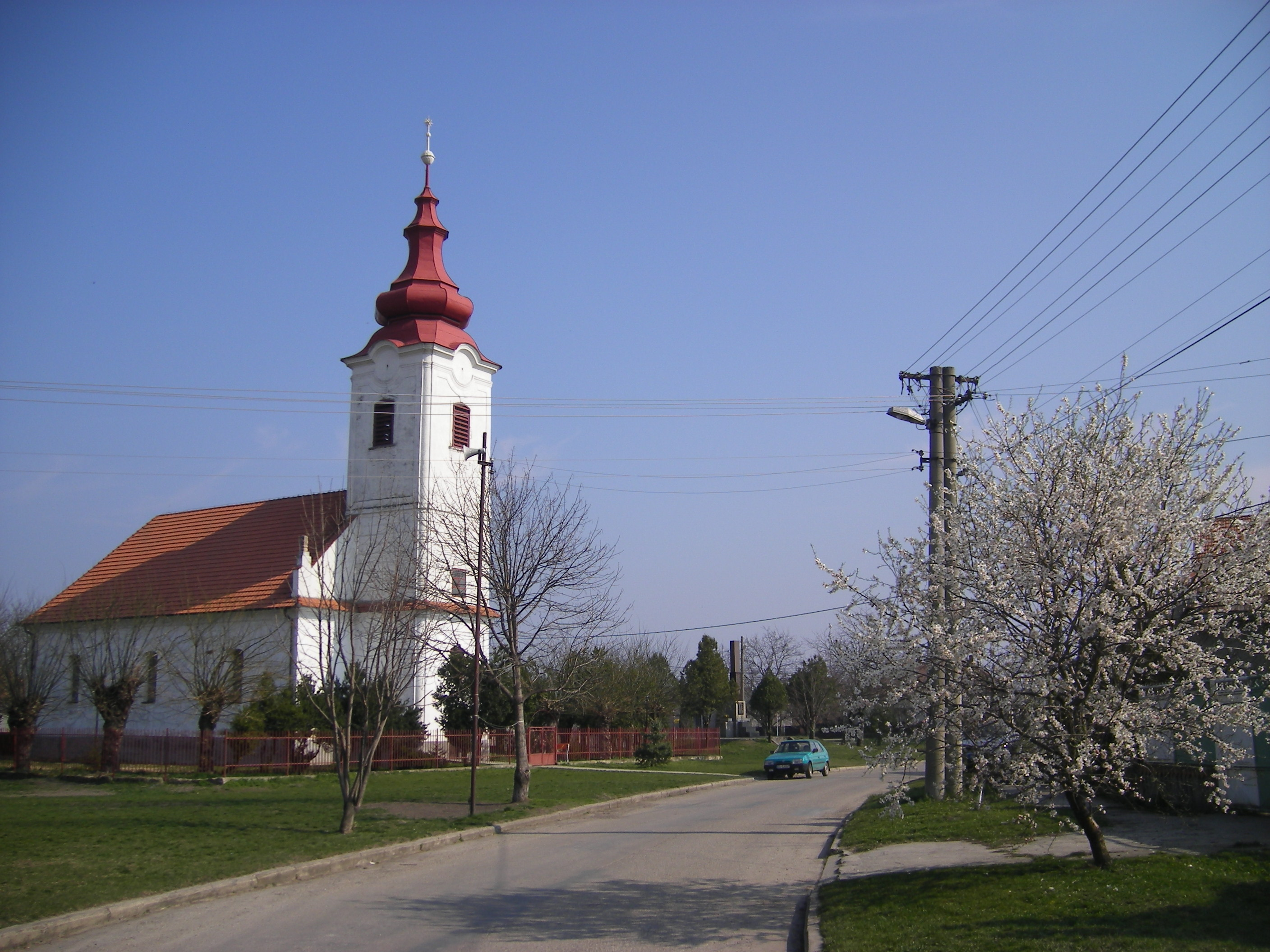
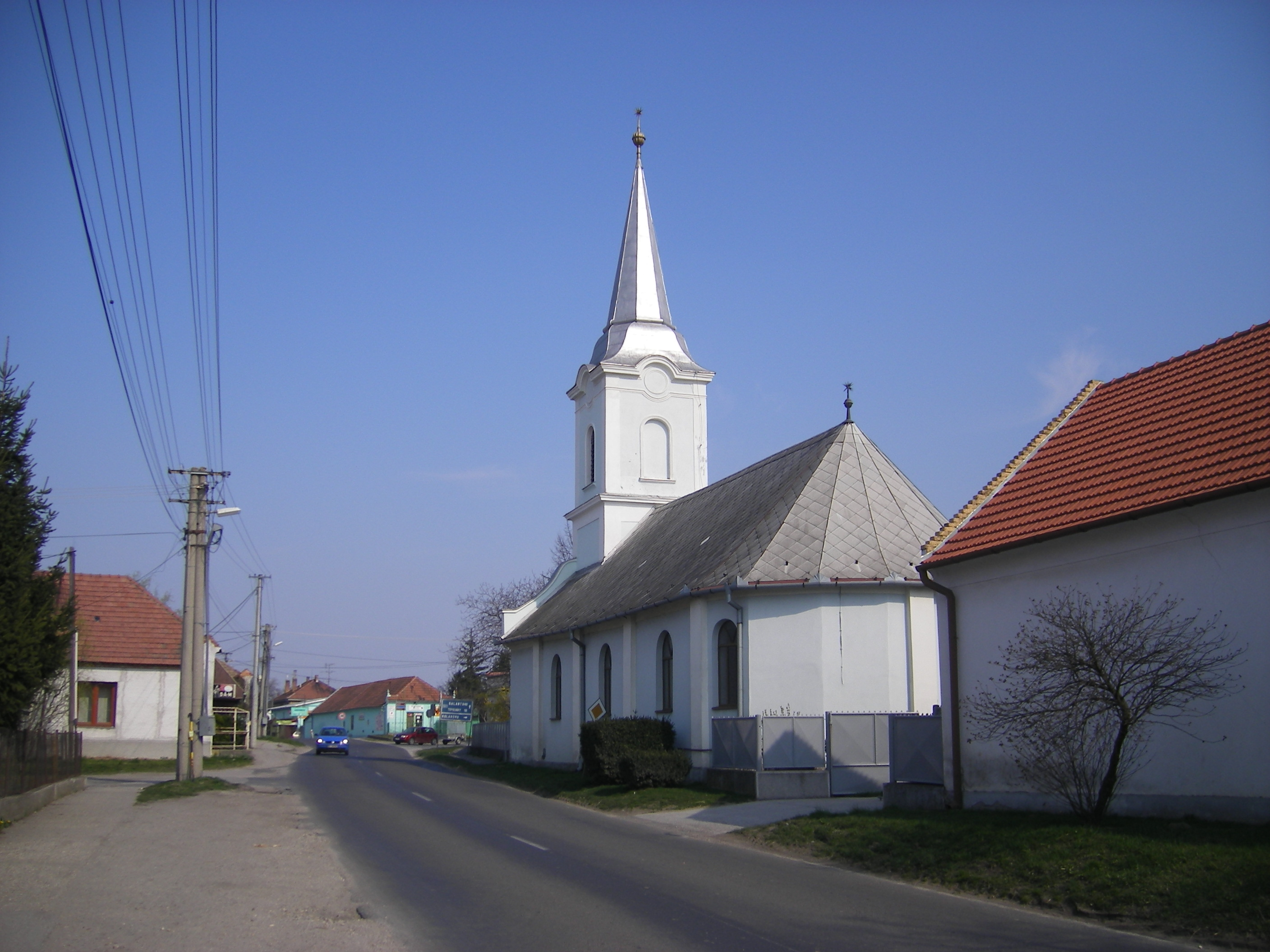
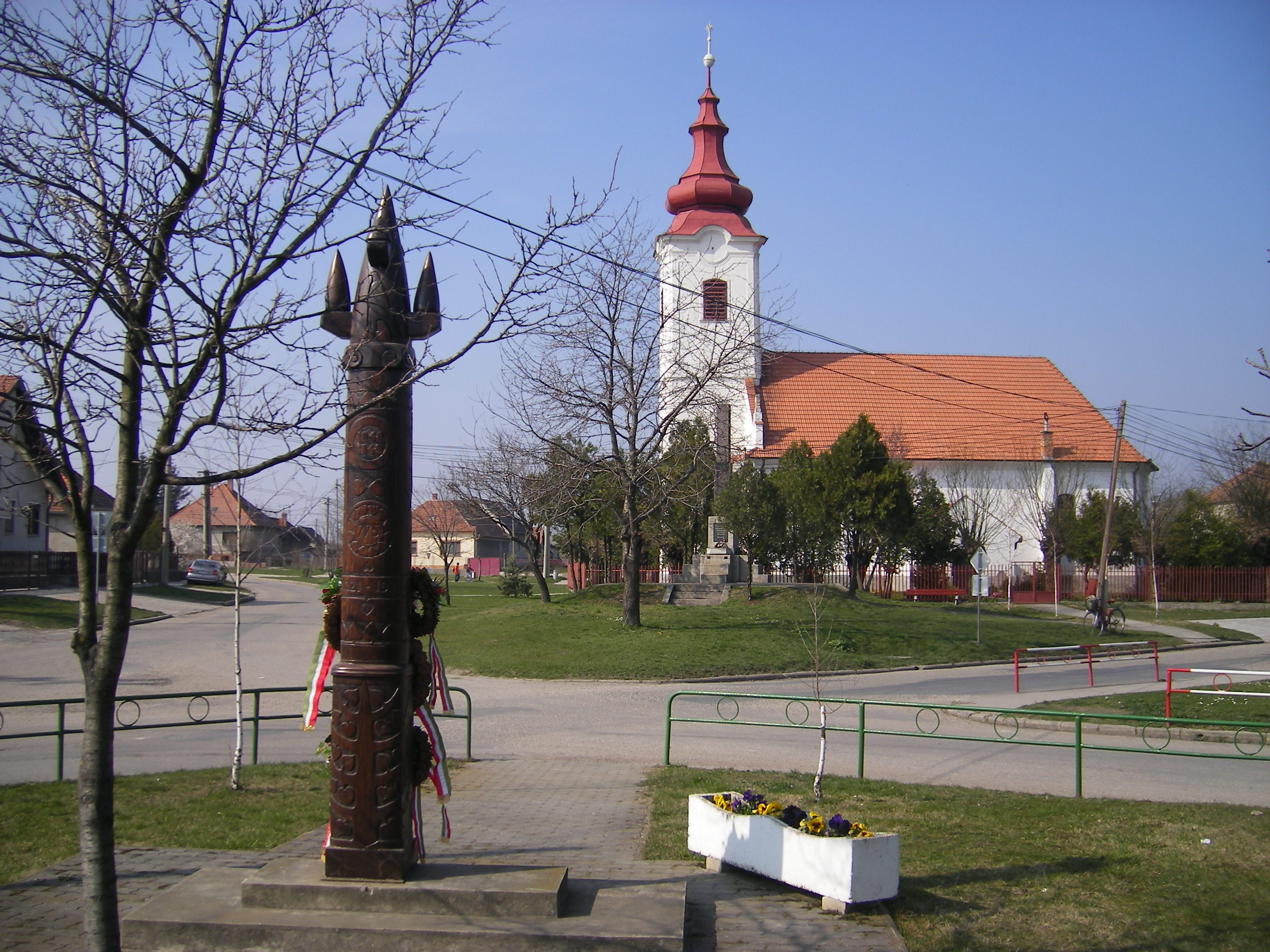
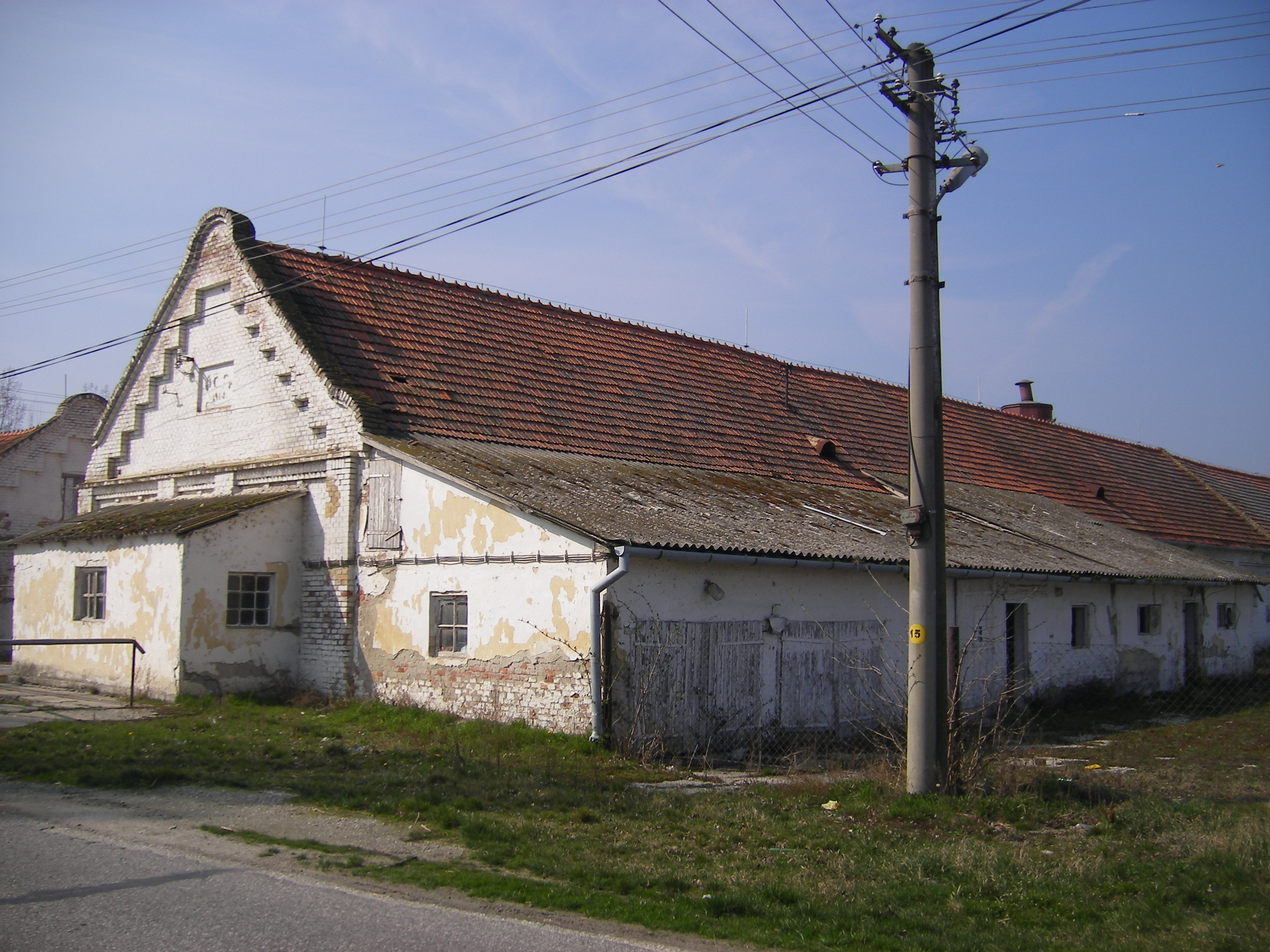